# Tzumbal
Tzumbal är en ort i Mexiko.   Den ligger i kommunen San Juan Cancuc och delstaten Chiapas, i den sydöstra delen av landet, 800 km öster om huvudstaden Mexico City. Tzumbal ligger 1 067 meter över havet och antalet invånare är 416.
Terrängen runt Tzumbal är bergig norrut, men söderut är den kuperad. Runt Tzumbal är det ganska tätbefolkat, med 75 invånare per kvadratkilometer. Närmaste större samhälle är Pantelhó, 8,4 km nordväst om Tzumbal. I omgivningarna runt Tzumbal växer i huvudsak städsegrön lövskog.